# (500515) 2012 TV291
(500515) 2012 TV291 es un asteroide perteneciente al cinturón de asteroides, descubierto el 14 de octubre de 2012 por el equipo del Spacewatch desde el Observatorio Nacional de Kitt Peak, Arizona, Estados Unidos.

## Designación y nombre
Designado provisionalmente como 2012 TV291.

## Características orbitales
2012 TV291 está situado a una distancia media del Sol de 3,068 ua, pudiendo alejarse hasta 3,811 ua y acercarse hasta 2,326 ua. Su excentricidad es 0,242 y la inclinación orbital 15,47 grados. Emplea 1963,59 días en completar una órbita alrededor del Sol.

## Características físicas
La magnitud absoluta de 2012 TV291 es 16,1. 